# Cepoko (Gunung Pati)
Cepoko is een bestuurslaag in het regentschap Semarang van de provincie Midden-Java, Indonesië. Cepoko telt 2575 inwoners (volkstelling 2010).